# A Precious Cargo
A Precious Cargo è un cortometraggio muto del 1913 diretto da Hay Plumb.

## Trama
Il tenente Troon, un doganiere, si innamora della figlia di un contrabbandiere.

## Produzione
Il film fu prodotto dalla Hepworth.

## Distribuzione
Distribuito dalla Hepworth, il film - un cortometraggio di 343 metri - uscì nelle sale cinematografiche britanniche nell'agosto 1913.
Fu distrutto nel 1924 dallo stesso produttore, Cecil M. Hepworth. Fallito, in gravissime difficoltà finanziarie, Hepworth pensò in questo modo di poter almeno recuperare il nitrato d'argento della pellicola.